# Chrysler Building
Clădirea Chrysler Building este un zgârie-nori din New York, realizat în manieră Art Deco, care se găsește în partea estică a cartierului Manhattan, la intersecția a două străzi cunoscute, 42nd Street și Lexington Avenue.
Considerată emblematică pentru mișcarea artistică Art Deco, și în special pentru arhitectura Art Deco, clădirea a fost proiectată și realizată de arhitectul american William Van Alen. Astăzi, după aproape opt decenii de la inaugurarea sa, Chrysler Building este considerată una dintre cele mai valoroase și deosebite clădiri foarte înalte din New York City și din întreaga lume.
La cei 319 metri înălțime ai săi, incluzând structura decorativă finală și antena, Chrysler Building a fost pentru scurt timp cea mai înaltă clădire din lume.  La finalizarea clădirii Empire State Building, în 1931, a trecut pe locul al doilea.  După distrugerea clădirilor gemene World Trade Center din anul 2001, Chrysler Building și-a recâștigat locul de a doua cea mai înaltă clădire din New York, din nou, ca și în trecut, după Empire State Building.

### Galerie de imagini

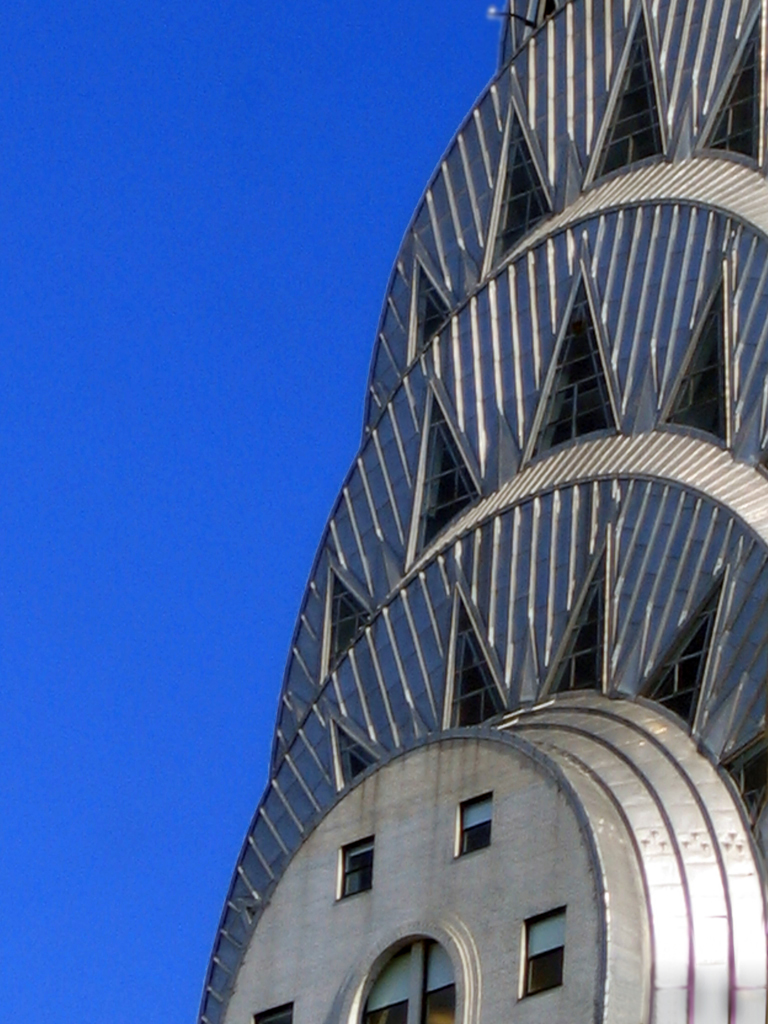
Stilul Art Deco, tranșant al ornamentelor clădirii, este parte importantă a atracției generate de această structură
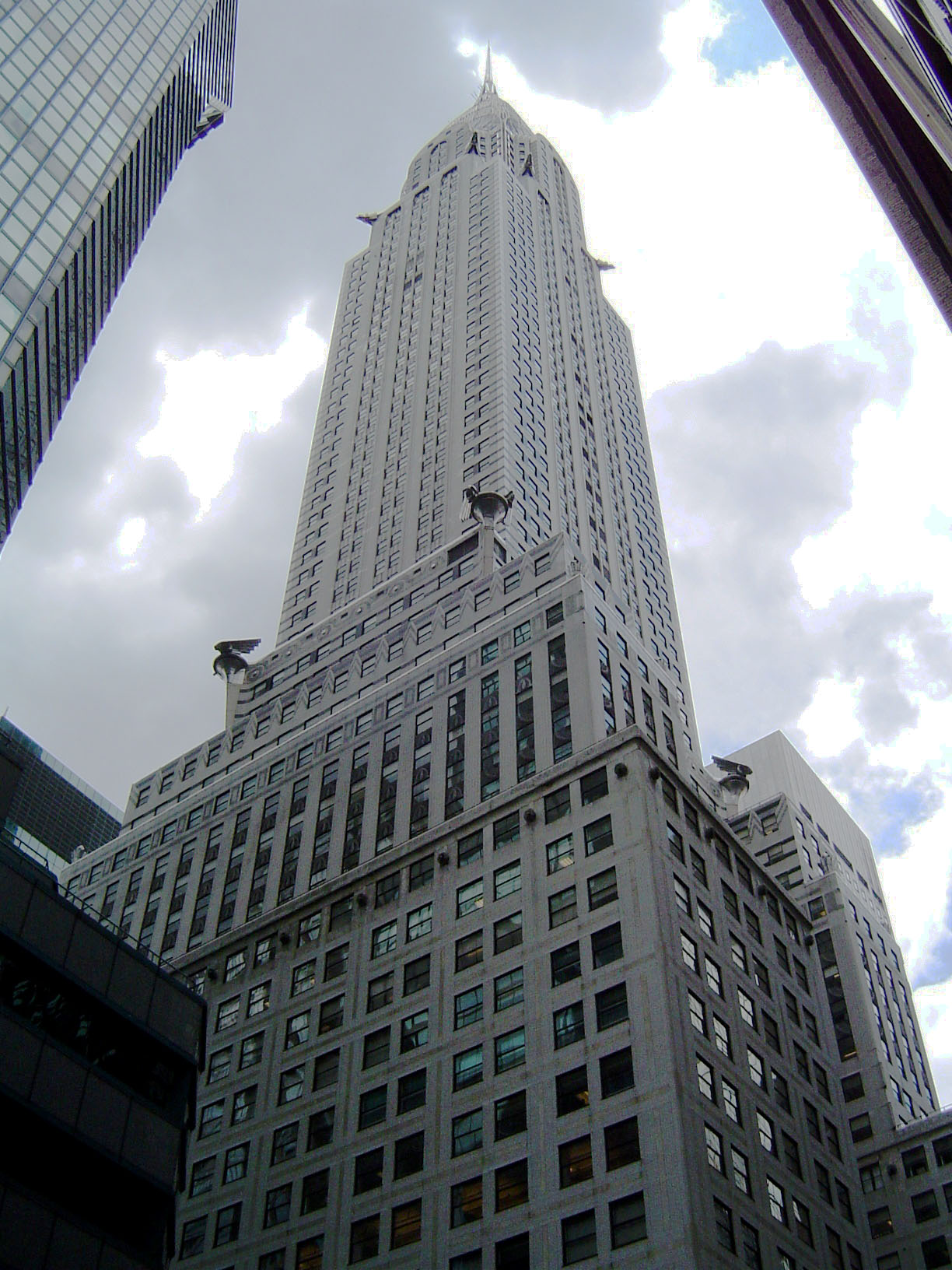
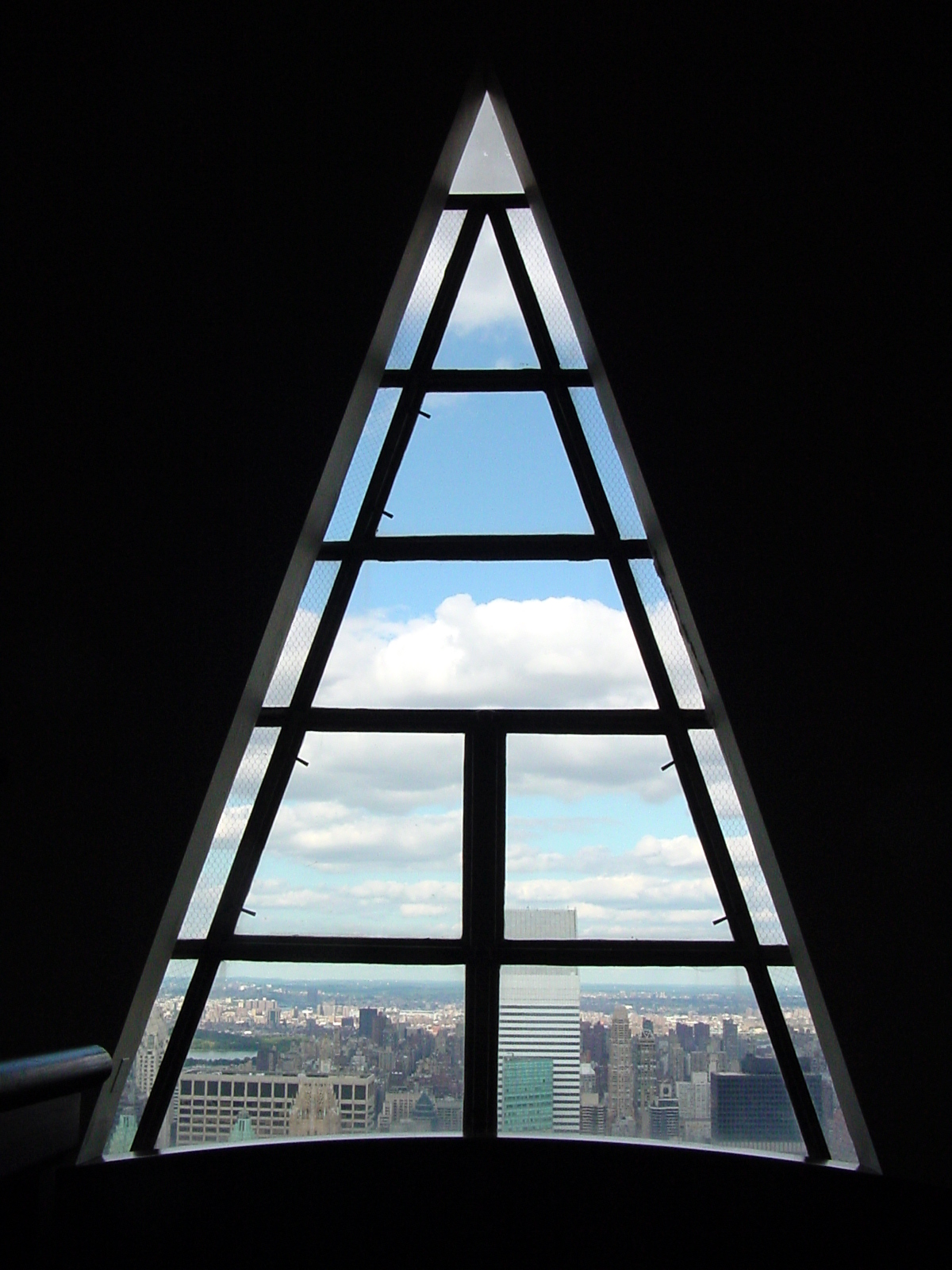
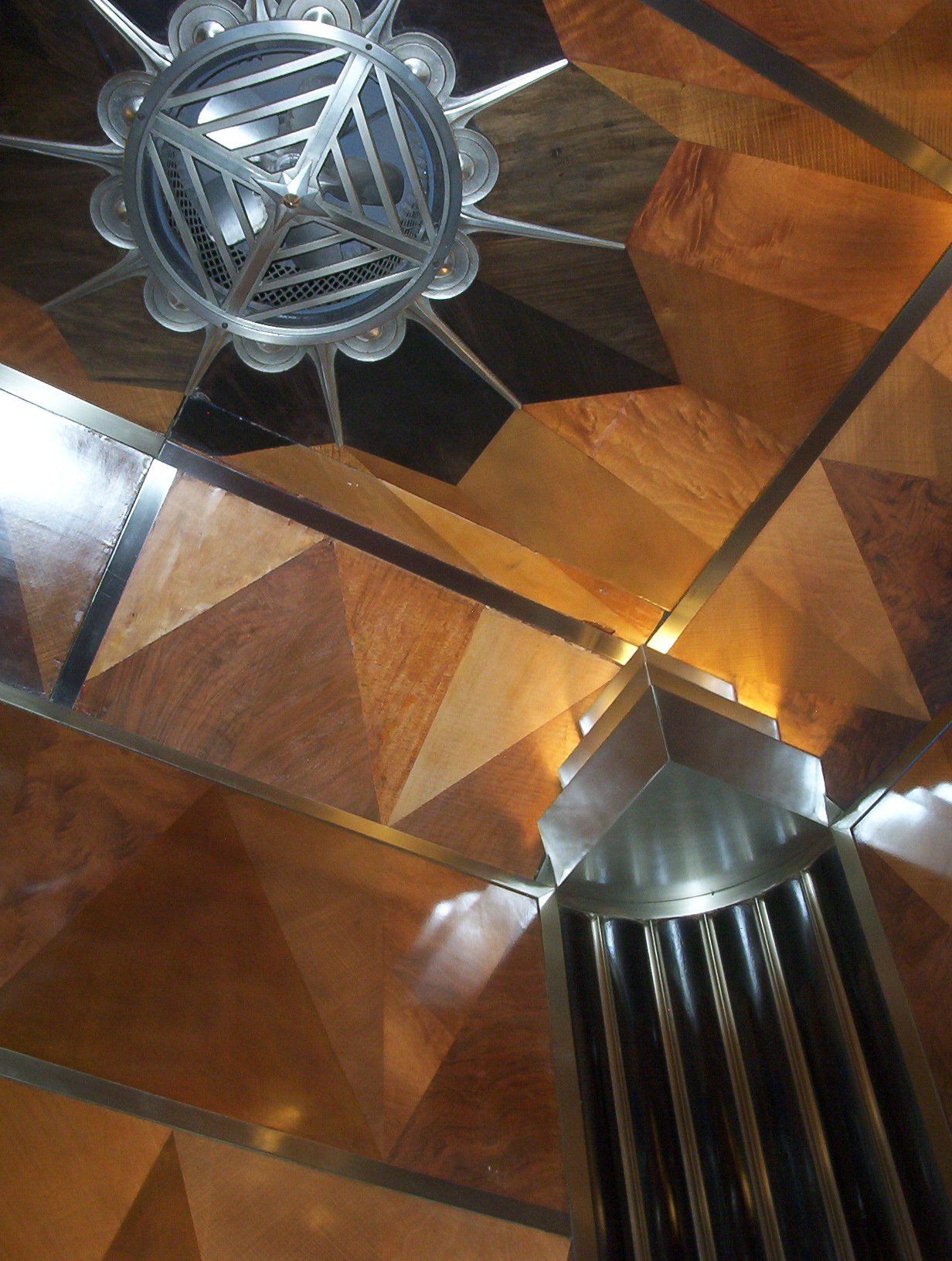
Interiorul unui lift din Chrysler Building
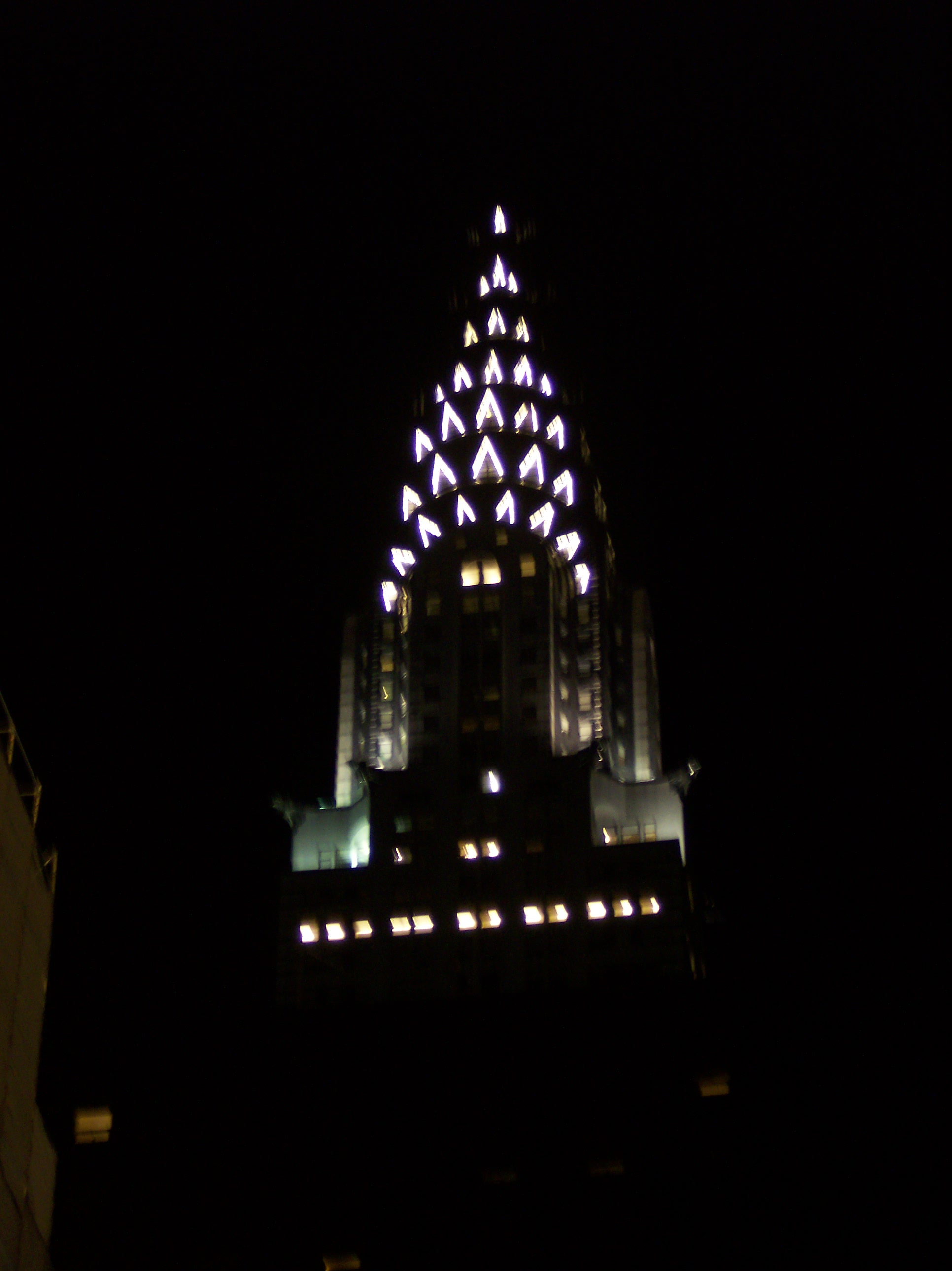
Vârful clădirii, noaptea
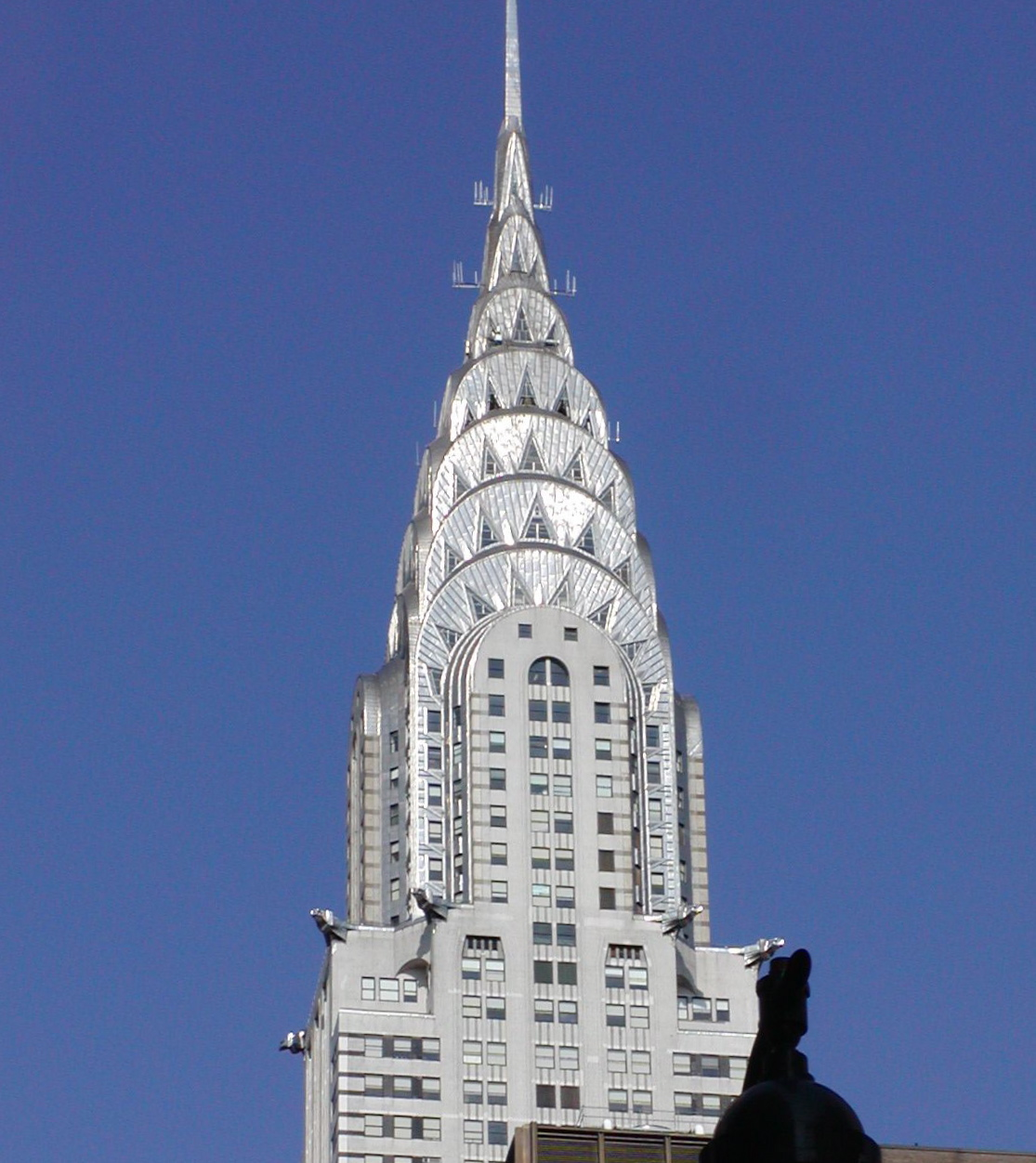
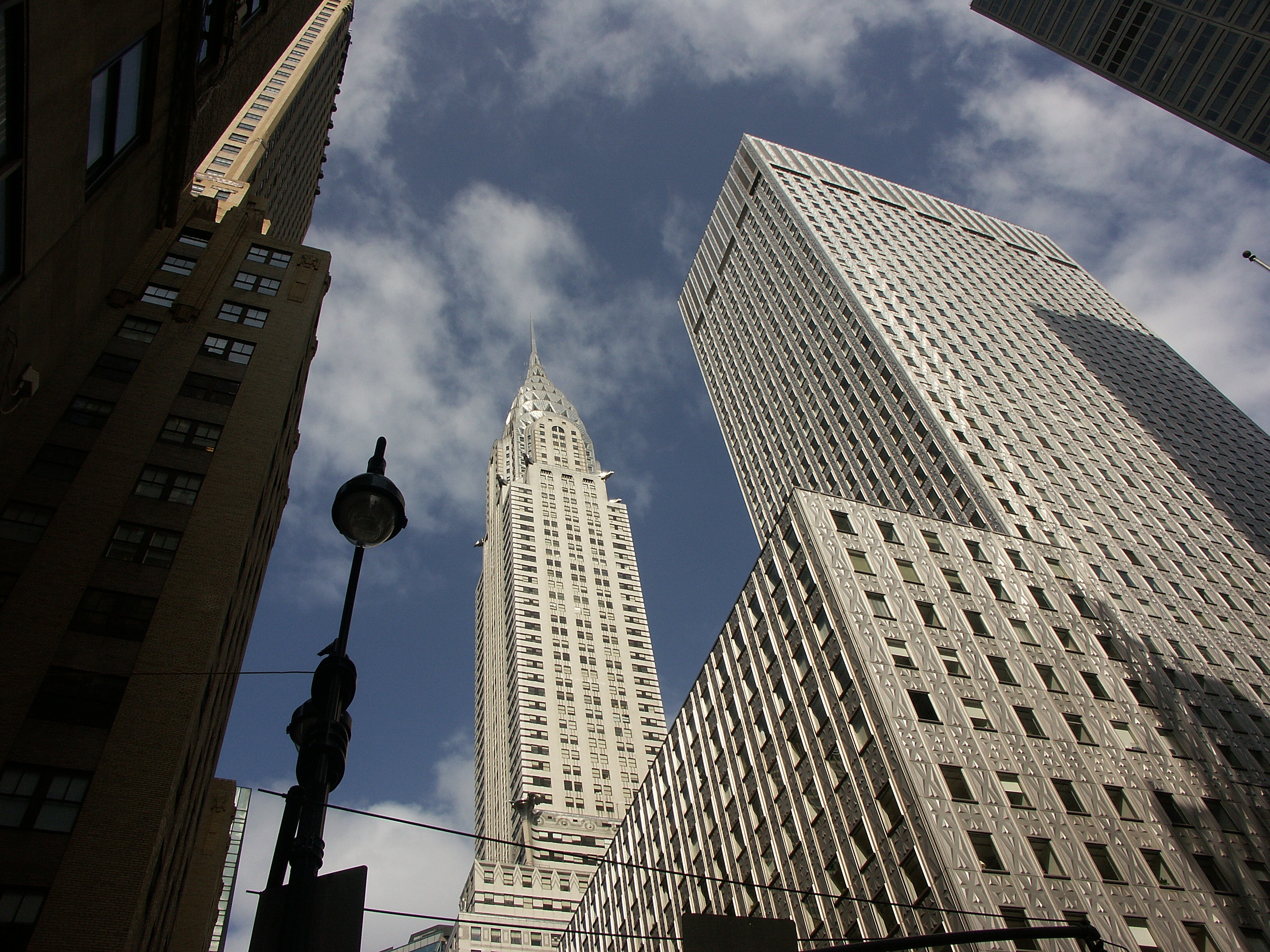
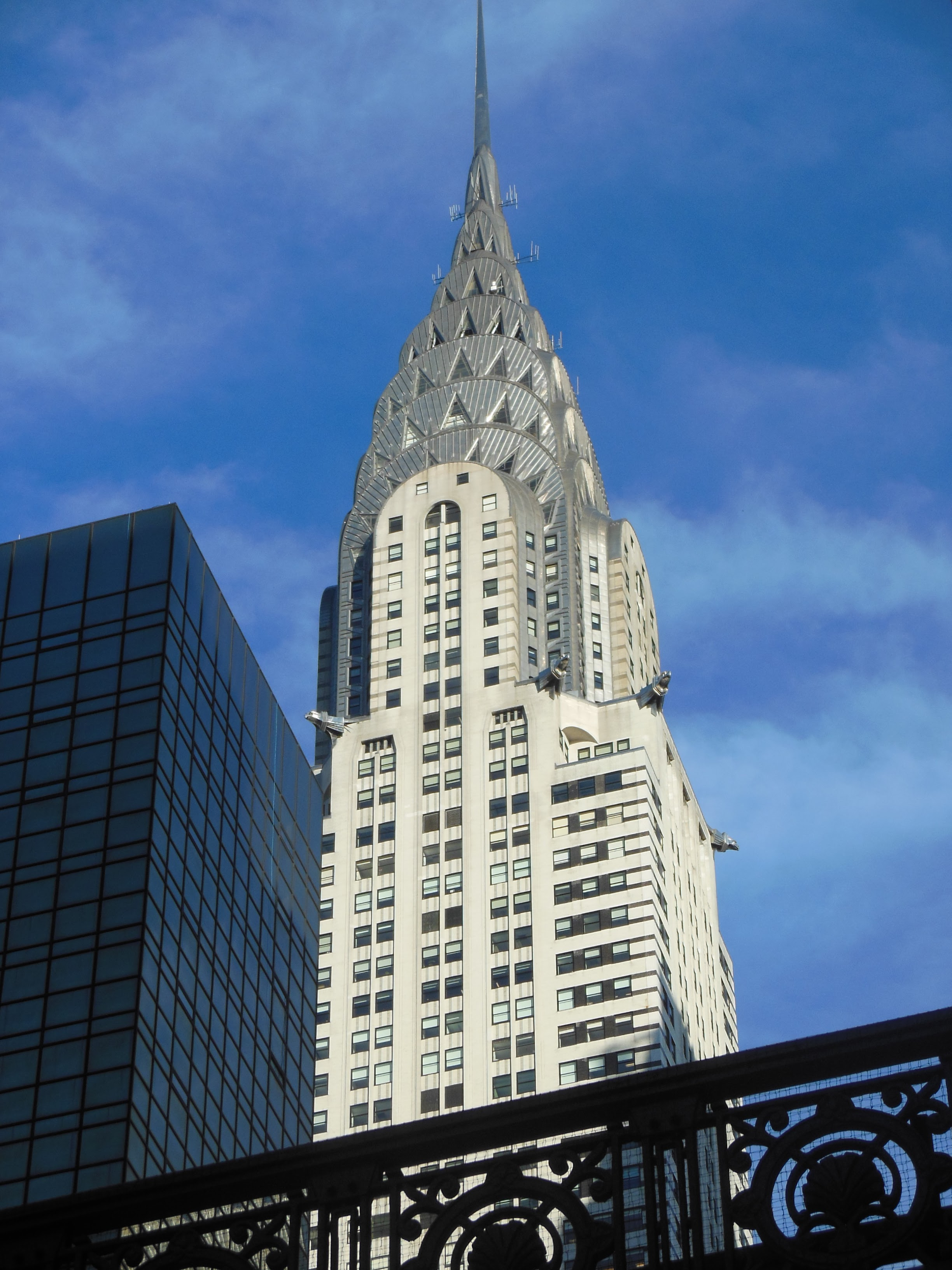
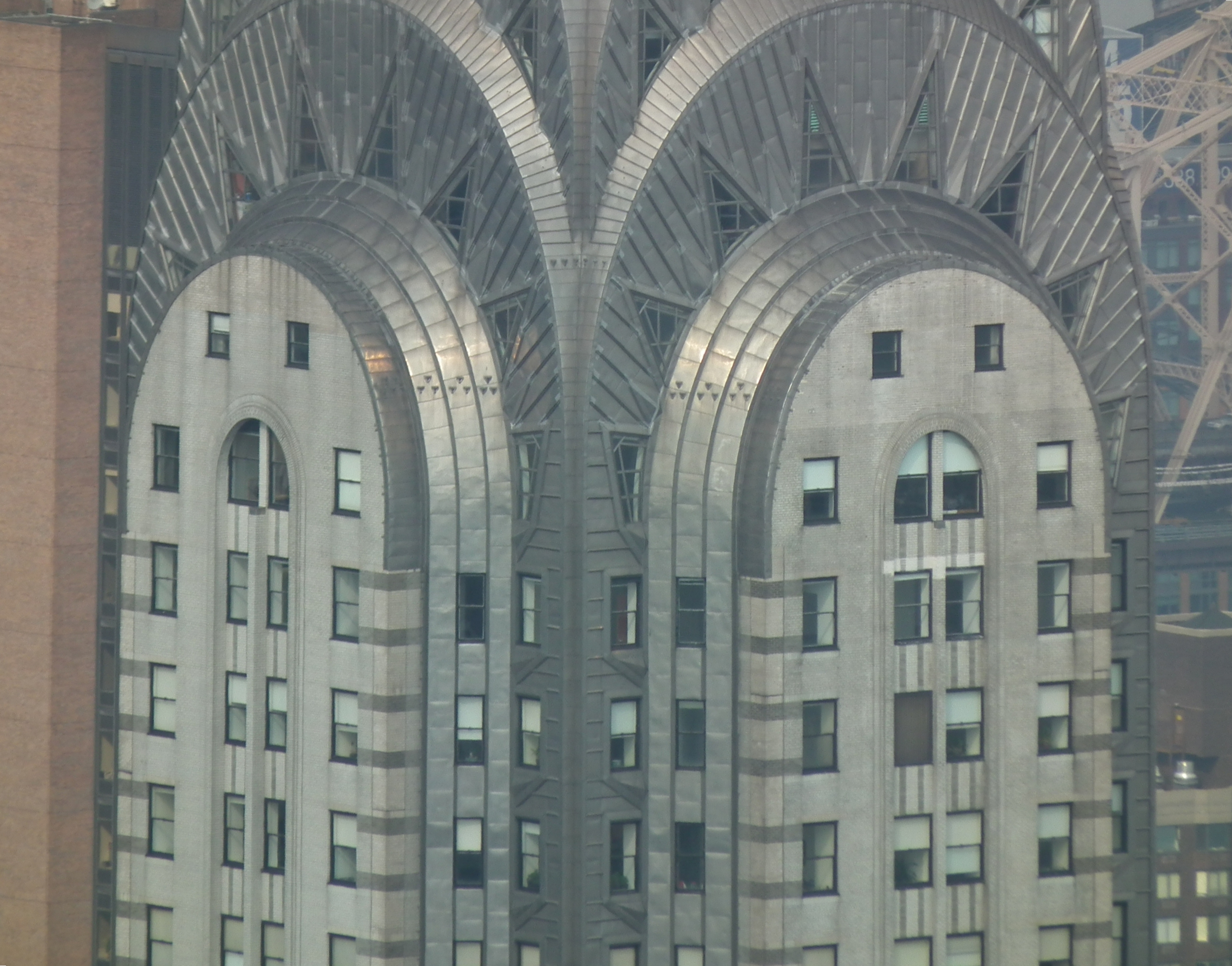
Chrysler Building – Vedere de pe Empire State Building
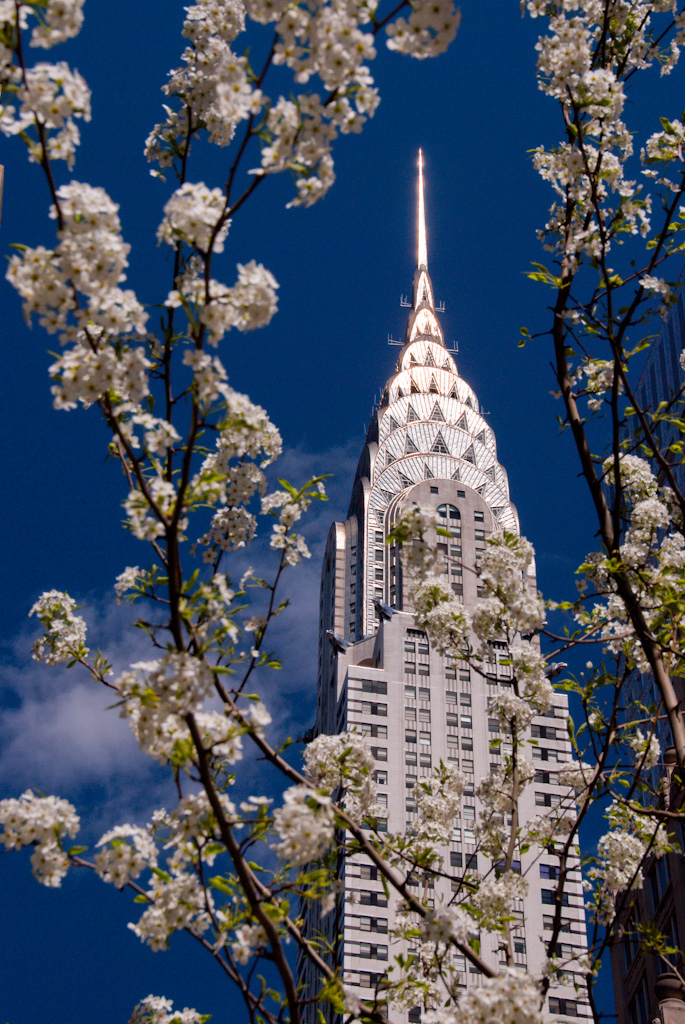
Chrysler Building, printre ramuri de cireș inflorit